# Коллер, Франц фон
Барон (с 1809) Франц фон Коллер (нем. Franz von Koller; 21 ноября 1767 или 27 ноября 1767, Мнихово-Градиште — 22 августа 1826 или 23 августа 1826, Неаполь) — австрийский фельдмаршал-лейтенант (генерал-лейтенант).

## Биография
Родился в 1767 года в австрийском Мюнхенгреце (ныне Мнихово-Градиште, Чехия).
Участвовал во Французских революционных войнах в качестве штабного офицера австрийской армии. В 1805 году был произведён в полковники и назначен командиром 55-го линейного пехотного полка, во главе которого в 1809 году отличился в битве при Асперне, за что был возведён императором Францем в баронское достоинство и награждён рыцарским крестом Военного ордена Марии Терезии (высшей австрийской наградой за доблесть в бою).
В 1813 был назначен генерал-адъютантом фельдмаршала князя Шварценберга и в этом качестве участвовал в Войне шестой коалиции. 
После окончания войны был назначен австрийским комиссаром, сопровождавшим Наполеона из Фонтенбло в ссылку на остров Эльбу. Их путь пролегал по югу Франции, где местные жители-роялисты относились к Наполеону враждебно. Опасаясь за свою безопасность, Наполеон поменялся мундирами с генералом Коллером.
В 1814—21 годах исполнил ряд важных дипломатических поручений, в частности, посетил Лондон в свите австрийских эрцгерцогов и русского царя Александра I. В 1821 году, в составе австрийской армии, направленной подавить революцию, прибыл в Неаполь, где, после разгрома революционеров, остался в качестве австрийского военного представителя и посвящал своё свободное время раскопкам в Помпеях и коллекционированию произведений старины.
Скончался фон Коллер в 1826 году в Неаполе. 
Отец военного министра Австро-Венгрии в 1874—76 годах Александра фон Коллера (1813—1890).